# الحلف الديلي
الحلف الديلي هو رابطة من الدول المدن اليونانية تأسست في عام 478 قبل الميلاد، حيث بلغ عدد أعضائها ما بين 150  و173 مدينة،  إلى 330 مدينة تحت قيادة أثينا، وكان هدفها مواصلة القتال ضد الإمبراطورية الفارسية بعد النصر اليوناني في معركة بلاتيا ونهاية غزو الفرس الثاني لليونان. استمدت العصبة اسمها (وهو اسم استحدثه المؤرخون المعاصرون إذ أن القدماء سموا الحلف «الأثينيون وأتباعهم»)  من مكان الاجتماع الرسمي في جزيرة ديلوس حيث عقدت المؤتمرات في المعبد وحيث كانت الخزانة حتى نقلها بريكليس إلى أثينا في عام 454 قبل الميلاد.
بعد فترة وجيزة من إنشاء الرابطة، بدأت أثينا تستخدم البحرية التابعة للرابطة لأغراضها الخاصة. أدى هذا السلوك في أحيان كثيرة إلى احتدام الخلاف بين أثينا وأعضاء الحلف الأضعف. بحلول عام 431 قبل الميلاد، تسببت سيطرة أثينا على الرابطة باندلاع الحرب البيلوبونيسية؛ تم حل الرابطة بعد انتهاء الحرب عام 404 قبل الميلاد تحت قيادة القائد الإسبرطي ليساندر.

## الخلفية
بدأت جذور الحروب اليونانية الفارسية بعد غزو الفرس الأخمينيين للمدن اليونانية في آسيا الصغرى، وخاصة مدن إقليم أيونيا، على يد قورش الكبير بعد عام 550 قبل الميلاد. ووجد الفرس أنه من الصعب حكم الأيونيين، ورضوا في النهاية أن يقوموا بدعم طاغية في كل مدينة. في حين كانت الدول اليونانية محكومة من قبل طغاة في الماضي، إلا أن هذا الشكل من الحكم قد انحسر. وبحلول عام 500 قبل الميلاد، بدأت المدن الأيونية تتذمر من عملاء الفرس. ثم تحول التوتر إلى ثورة بسبب أعمال أريستاغوراس طاغية ميليتوس. اختار أريستاغوراس أن يعلن ميليتوس مدينة ديمقراطية، وذلك لإنقاذ نفسه بعد قيادته لحملة كارثية على ناكسوس برعاية الفرس عام 499 قبل الميلاد. اندلعت ثورات مماثلة عبر أيونيا، وامتدت إلى دوريس وأيوليس، فبدأت عندها الثورة الإيونية.
دخلت مدينتا أثينا وإريتريا اليونانيتين مع أريستاغوراس في هذا الصراع، وخلال حملتهما الوحيدة (498 قبل الميلاد) ساهمت المدينتان بغزو مدينة سارد الفارسية وحرقها. بعد ذلك استمرت الثورة الأيونية (دون مساعدات خارجية أخرى) لخمس سنوات أخرى، حتى سحقها الفرس تماما. ومع ذلك، قرر الملك الفارسي داريوش الكبير أن يعاقب أثينا وإريتريا لدعمهما الثورة. وقد هددت الثورة الأيونية استقرار إمبراطورية داريوس، ذلك أن مدن البر اليوناني ستهدد هذا الاستقرار ما لم يتم التعامل معها. وهكذا بدأ داريوس بالتفكير بفتح كامل اليونان، حيث سيبدأ بتدمير أثينا وإريتريا.
خلال العقدين المقبلين حدثت غزوتان فارسيتان على اليونان، وحدثت بها بعض من أشهر المعارك في التاريخ. خلال الغزو الأول، تم ضم تراقيا ومقدونيا والجزر الإيجية إلى الإمبراطورية الفارسية، ودمرت إريتريا. إلا أن الغزو انتهى في عام 490 قبل الميلاد بعد الانتصار الأثيني الحاسم في معركة ماراثون. توفي داريوش بين الغزوتين، وانتقلت قيادة الحرب إلى ابنه خشايارشا الأول.
ثم قاد خشايارشا غزو الفرس الثاني لليونان بنفسه في 480 قبل الميلاد، وأخذ معه جيشا وأسطولا هائلين (وإن كانت أعداده مبالغ فيها). هزم الإغريق الذين اختاروا المقاومة (الحلفاء) في معارك متزامنة في ثيرموبيلاي على الأرض وأرتيميسيوم في البحر. وبهذا وقعت كل اليونان باستثناء البيلوبونيز في يد الفرس الذين سعوا بعدها لتدمير بحرية الحلفاء لآخر مرة، إلا أنهم تلقوا هزيمة حاسمة في معركة سالاميس. في العام التالي، 479 قبل الميلاد، جمع الحلفاء أكبر جيش يوناني في ذلك التاريخ وهزموا قوات الفرس في معركة بلاتايا، وأنهوا تهديد الفرس لبلاد اليونان.
هزم أسطول الحلفاء بقايا الأسطول الفارسي في معركة ميكالي بالقرب من جزر سالاميس – في نفس يوم بلاتايا حسب الروايات. مثل هذا الانتصار نهاية الغزو الفارسي، وبداية المرحلة التالية في الحروب اليونانية الفارسية، وهي الهجوم المضاد اليوناني. ثارت المدن اليونانية في آسيا الصغرى مرة أخرى بعد النصر في ميكالي، وعجز الفرس عن وقفهم. ثم أبحر أسطول الحلفاء إلى خيرسونيس التراقية التي ظلت تحت سيطرة الفرس، وحاصروا مدينة سيستوس واستولوا عليها. في العام التالي، 478 قبل الميلاد، أرسل الحلفاء قوة للاستيلاء على مدينة بيزنطة (إسطنبول الحديثة). نجح الحصار، ولكن سلوك الجنرال الإسبرطي باوسانياس نفر العديد من الحلفاء، وأسفر عن استدعاء باوسانياس إلى إسبرطة.

## التشكيل
بعد الانتصار في بيزنطة، أرادت إسبرطة الخروج من الحرب. إذ رأوا أنه بتحرير أرض اليونان والمدن اليونانية آسيا الصغرى فقد حققت الحرب أهدافها. وربما رأوا أيضا أن تأمين السلام طويل الأجل لليونانيين في آسيا هو أمر مستحيل. في أعقاب معركة ميكالي، اقترح الملك الإسبرطي ليوتيخيدس نقل جميع الإغريق من آسيا الصغرى إلى أوروبا كطريقة وحيدة لتحريرهم بشكل تام من الهيمنة الفارسية.
رفض كسانثيبوس، قائد الأثينيين في ميكالي، هذا الأمر بشدة؛ كانت المدن الأيونية مستعمرات أثينية، وعلى الأثينيين أن يحموا الأيونيين. ومثلت هذه النقطة التي انتقلت بها قيادة التحالف اليوناني إلى الأثينيين. مع انسحاب الإسبرطيين بعد بيزنطة، أصبحت قيادة الأثينيين صريحة.
هيمنت إسبرطة والحلف البيلوبونيزي على التحالف الهائل بين المدن التي حاربت غزو خشايرشا. ومع انسحاب هذه المدن، عقد مؤتمر على جزيرة ديلوس المقدسة لإقامة حلف جديد لمواصلة الكفاح ضد الفرس. وبالتالي أسس ما عرف بالعصر الحديث «الحلف الديلي». ذكر ثوكيديدس أن الهدف الرسمي من الحلف هو «الانتقام من الأذى الذي عانوا منه بتخريب أراضي الملك».
في الواقع، تم تقسيم هذا الهدف إلى ثلاث جهود رئيسية – التحضير لغزو في المستقبل، والسعي للانتقام من بلاد فارس، وتنظيم وسيلة لتقسيم غنائم الحرب. وأتيحت للأعضاء فرصة إما تقديم الجنود أو دفع ضريبة إلى الخزانة المشتركة؛ اختار معظم الأعضاء دفع الضريبة. أقسم أعضاء الحلف أن يشتركوا في الأصدقاء والأعداء، وأسقطت سبائك الحديد في البحر كرمز لدوام تحالفهم. وقضى السياسي الأثيني أريستيدس بقية حياته منشغلا بشؤون التحالف، ومات (حسب بلوتارخ) بعد بضع سنوات في البنطس، وهو يحدد ضريبة الأعضاء الجدد.

## البنية والتوسع

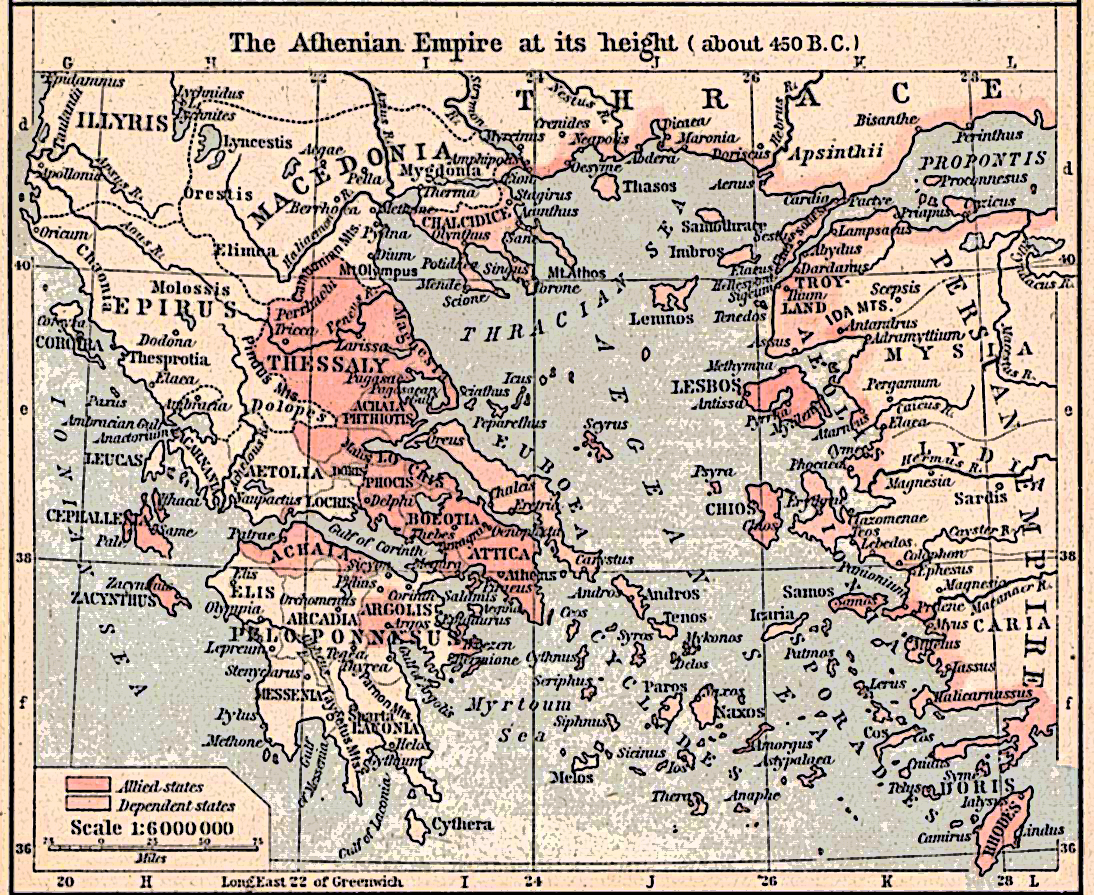
الإمبراطورية الأثينية في ذروتها، حوالي 450 قبل الميلاد

في السنوات العشر الأولى من وجود الحلف، أجبر كيمون مدينة كاريستو في يوبويا على الانضمام للحلف، وغزا جزيرة سكيروس وأرسل المستعمرين الأثينيين هناك.
ظلت أثينا تقمع التمرد تلو الآخر وتفرض هيمنتها على بقية الحلف. يصف ثوكيديدس كيف نمت سيطرة أثينا على الحلف:

## الثورات

### ناكسوس
أول عضو في الحلف حاول الانفصال كانت جزيرة ناكسوس في عام 471 قبل الميلاد. هزم تمرد أهل ناكسوس، ويعتقد (حسب ما حدث مع ثورات مماثلة لاحقا) أنهم أجبروا على هدم أسوارهم، وفقدت الجزيرة أسطولها وصوتها في الحلف.

### ثاسوس
في 465 قبل الميلاد، أسست أثينا مستعمرة أمفيبوليس على نهر ستريمون. رأت جزيرة ثاسوس، التي كانت عضوا في الحلف، أن مصالحها في مناجم جبل بانغايون مهددة وانشقت عن الحلف وتحالفت مع بلاد فارس. وطلبت الجزيرة العون من إسبرطة ولكن الأخيرة لم تستجب، حيث كانت تواجه وقتها أكبر ثورة للهيلوتس (العبيد) في تاريخها.
من نتائج هذه الحرب أن تم نفي كيمون، وساءت العلاقات بشدة بين أثينا وإسبرطة. وبعد حصار دام ثلاث سنوات، تم احتلال ثاسوس وأرغمت على العودة إلى الحلف. مثل حصار ثاسوس تحول الحلف الديلي من تحالف إلى هيمنة، على حد تعبير ثوكيديدس.
بعد عامين استسلمت ثاسوس تماما للزعيم الأثيني كيمون. أسقطت أسوار حصن ثاسوس، وصادرت أثينا سفنها. كما تم تسليم مناجم ثاسوس إلى أثينا، وكان عليهم أن يدفعوا الجزية والغرامات السنوية.

## سياسات الحلف
في 461 قبل الميلاد، تم نفي سيمون وحكم محله الديمقراطيون مثل إفيالتس وبريكليس. وحمل هذا إشارة على تغيير كامل في السياسة الخارجية الأثينية، حيث تخلوا عن التحالف مع الإسبرطيين واتجهوا إلى أعدائهم، أرغوس وثيساليا. أما مدينة ميغارا فقد تركت الحلف البيلوبونيزي بقيادة إسبرطة وتحالفت مع أثينا، ما سمح ببناء خط مزدوج من جدران عبر برزخ كورنث وحمى هذا أثينا من أي هجوم يأتي من تلك المنطقة. في نفس الوقت تقريبا، وبتحريض من الخطيب ثيميستوكليس، شيد الأثينيون الجدران الطويلة التي ربطت مدينتهم بمدينة بيرايوس التي كانت ميناء أثينا، ما جعلها منيعة ضد أي غزو بري.
في عام 454 قبل الميلاد، نقل الجنرال الأثيني بريكليس خزينة الحلف من ديلوس إلى أثينا، وزعم أن قراره هذا كان لكي لا تقع في يد الفرس. ومع ذلك، يشير بلوتارخ إلى أن العديد من منافسي بريكليس يرون أن هذا القرار هو اغتصاب للأموال لتمويل مشاريع البناء. كما غيرت أثينا سياستها بقبول السفن والرجال والأسلحة كمستحقات من أعضاء الحلف، وأصبحت تقبل المال فقط.
أنشئت الخزانة الجديدة في أثينا واستخدمت لأغراض كثيرة، ولم يكن جميعها للدفاع عن أعضاء الحلف. فعلى سبيل المثال، أمر بريكليس ببناء البارثينون على الاكروبوليس من مال الجزية، وتم بناؤه ليحل محل معبد أقدم. وبهذا تحول الحلف من عصبة إلى إمبراطورية.

## الحروب ضد الفرس
استمرت الحرب مع الفرس. في عام 460 قبل الميلاد، ثارت مصر تحت قيادة رجال من أهل البلاد يدعون إيناروس وأميرتايوس (حسب المصادر اليونانية)، وطلب هؤلاء المساعدة من أثينا. قاد بريكليس 250 سفينة لمساعدتهم واحتلوا قبرص لأن هذا الأمر سيضر بالفرس. إلا أن التمرد المصري هزم بعد أربع سنوات على يد الجنرال الأخميني ميجابيزوس، الذي استولى على الجزء الأكبر من القوات الأثينية. وذكر إيسوكريتس أن الأثينيين وحلفاؤهم فقدوا حوالي 20,000 رجلا في هذه الحملة. هرب البقية إلى قورينا ومن ثم عادوا إلى ديارهم.
وكان هذا هو السبب الرئيسي (أو المعلن) للأثينيين لكي ينقلوا خزانة الحلف من ديلوس إلى أثينا، مما عزز سيطرتهم على الحلف. تابع الفرس انتصارهم بأن أرسلوا أسطولا نحو قبرص، وتم إرسال 200 سفينة لمواجهتهم تحت قيادة كيمون الذي عاد من المنفى في عام 451 قبل الميلاد. توفي كيمون خلال حصار سيتيوم، إلا أن أسطوله حقق انتصارا مزدوجا ضد الفرس على البر والبحر قبالة سلاميس في قبرص.
وكانت هذه آخر معركة كبرى ضد الفرس. يقول العديد من الكتاب أن معاهدة السلام، والتي عرفت باسم سلام كالياس، قد عقدت في عام 450 قبل الميلاد، ولكن بعضهم يعتقدون أن المعاهدة كانت أسطورة تم وضعت لاحقا لتضخيم مكانة أثينا. ومع ذلك، فمن المؤكد أنه تم التوصل إلى اتفاق، وهو ما مكن الأثينيين من تركيز اهتمامهم على اليونان.

## الحروب في اليونان
اندلعت الحرب مع البيلوبونيزيين بعهد ذلك بزمن قصير. وحاصر الأثينيون جزيرة أجانيطس في 458 قبل الميلاد، ودافعوا في نفس الوقت عن ميغارا من الكورنثيين بإرسال جيش يتألف ممن لم يصلوا (أو أنهم تجاوزوا) سن الخدمة العسكرية. في العام التالي، أرسلت إسبرطة جيشا إلى بيوتيا، وساعدت مدينة طيبة على أمل أن يوقفوا تقدم الأثينيين. تم سد طريق عودتهم، فعزموا على التقدم نحو أثينا، حيث لم يكتمل بناء الجدران الطويلة بعد، وانتصروا في معركة تاناغرا. إلا أن أهم ما كسبوه من المعركة هو السماح لهم بالعودة إلى ديارهم عبر ميغارا. غزا الأثينيون بويوتيا بعد شهرين بقيادة ميرونيدس، وانتصروا في معركة أوينوفيتا وسيطروا على كل الإقليم باستثناء طيبة.
إلا أن المشاكل مع الفرس عادت في عام 449 قبل الميلاد. وهزمت أثينة في معركة كورونيا عام 447 قبل الميلاد، ونتج عنها تخلي الإقليم عن بويوتيا. ثارت بعدها يوبويا وميغارا، وعادت الأولى لوضعها السابق كحليف يدفع الجزية، إلا أن أثينا فقدت الأخيرة. ووقع أعضاء الحلف الديلي معاهدة سلام مع البيلوبونيزيين، كان من المقرر أن يستمر الصلح لثلاثين عاما. ولكن نكث بهذا الصلح في عام 431 قبل الميلاد عندما اندلعت الحرب البيلوبونيسية.
ثار أهل مدينة ميتيليني في جزيرة لسبوس على أثينا خلال الحرب، إلا أن ثورتهم باءت بالفشل. أراد الأثينيون جعلهم عبرة فأمروا بقتل جميع الذكور، إلا أنهم تراجعوا عن القرار وقتلوا ألفا من زعماء الثورة، ووزعوا أرض الجزيرة بأكملها على الأثينيين الذين أرسلوا ليقيموا في لسبوس.
لم تكن هذه المعاملة حصرا على الثوار. وثق ثوسيديدس مثالا عن جزيرة ميلوس الصغيرة التي كانت محايدة في الحرب، رغم أنها أسست على يد الإسبرطيين. وقد عرض عليهم الأثينيون إما الانضمام إليهم أو الغزو. اختار أهل ميلوس المقاومة، فتمت محاصرتهم وغزوهم، وقتل الذكور وبيعت النساء في أسواق العبيد.

## الإمبراطورية الأثينية (454-404 قبل الميلاد)
بحلول العام 454، تحول الحلف من عصبة من المدن إلى إمبراطورية أثينية؛ في بداية الحرب البيلوبونيزية، تُركت خيوس ولسبوس لتساهم بالسفن فقط، إذ كانتا أضعف من أن تنفصل وحدها دون دعم خارجي. حاول ليسبوس أن تتمرد وفشلت. أما خيوس، والتي كانت أعظم وأقوى الأعضاء الأصليين في الحلف عدا أثينا، فكان آخر من ثارت، ونجحت ثورتها في أعقاب الحملة الصقلية وظلت مستقلة لعدة سنوات، وألهمت كل مدن أونيا للتمرد. إلا أن أثينا نجحت في النهاية بقمع هذه الثورات.
ولزيادة تعزيز قبضة أثينا على إمبراطوريتها، بدأ بريكليس في عام 450 قبل الميلاد بإنشاء الكليروخيا – وهي أشباه مستعمرات مرتبطة بأثينا وكانت بمثابة حاميات لتبقي سيطرتها على أراضي الحلف الشاسعة. وعلاوة على ذلك، استعان بريكليس بعدد من المناصب للحفاظ على إمبراطورية أثينا: بروكسينوي، الذين عززوا العلاقات الطيبة بين أثينا وأعضاء الحلف؛ إبيسكوبوي وأرخونتيس، الذي أشرفوا على جمع الجزية؛ وهيلينوتامياي، الذي تلقوا الجزية باسم أثينا.
لم تكن إمبراطورية أثينا مستقرة، وتمكن الإسبرطيون من هزيمتهم بعد 27 عاما من الحرب، وذلك بمساعدة الفرس والصراعات داخل الحلف. تأسست الإمبراطورية الأثينية الثانية لاحقا في عام 377 قبل الميلاد بقيادة أثينا، لكنها لم تستعد أبدا استعادة كامل قوتها، وأصبح أعداؤها الآن أقوى وأكثر تنوعا.

## بيبلوغرافيا
- Jack Martin Balcer (ed.): Studien zum Attischen Seebund. Konstanz 1984.
- Ryan Balot: The Freedom to Rule: Athenian Imperialism and Democratic Masculinity. In: David Edward Tabachnick - Toivo Koivukoski (eds.): Enduring Empire. Ancient Lessons for Global Politics. London 2009, pp. 54–68.
- Christian Meier: Athen. Ein Neubeginn der Weltgeschichte. Munich 1995.
- Russell Meiggs: The Athenian empire. Repr., with corr. Oxford 1979.
- P. J. Rhodes: The Athenian Empire. Oxford 1985.
- Wolfgang Schuller: Die Herrschaft der Athener im Ersten Attischen Seebund. Berlin – New York 1974.

## وصلات خارجية
- Delian League by Jona Lendering